# 小行星8421
小行星8421（英語：8421 Montanari）是一颗围绕太阳公转的小行星。1996年12月2日，圣维托雷天文台在博洛尼亚发现了此天体。
这颗小行星的绝对星等为284.5268985307854等。